# سرديان بابيتش
سرديان بابيتش (بالسيريلية الصربية: Срђан Бабић) هو لاعب كرة قدم صربي في مركز الدفاع، ولد في 22 أبريل 1996 في بانيا لوكا في البوسنة والهرسك. شارك مع منتخب صربيا تحت 17 سنة لكرة القدم ومنتخب صربيا تحت 19 سنة لكرة القدم ومنتخب صربيا تحت 20 سنة لكرة القدم ومنتخب صربيا تحت 21 سنة لكرة القدم. أما مع النوادي، فقد لعب مع النجم الأحمر بلغراد وريال سوسيداد ب وريال سوسيداد ونادي فويفودينا.

## وصلات خارجية
- سرديان بابيتش على موقع الاتحاد الدولي (مؤرشف)  (الإنجليزية)
- سرديان بابيتش على موقع الاتحاد الأوربي (الإنجليزية)
- سرديان بابيتش على موقع قاعدة بيانات كرة القدم.إي يو (الإنجليزية)
- سرديان بابيتش على موقع ناشيونال فوتبول تيمز (الإنجليزية)
- سرديان بابيتش على موقع Soccerway.com (الإنجليزية)
- سرديان بابيتش على موقع عالم كرة القدم.نت (الإنجليزية)
- سرديان بابيتش على موقع AS.com (الإسبانية)